# Croatia Open Umag 2006
Croatia Open Umag 2006 — тенісний турнір, що проходив на кортах з твердим покриттям у місті Умаг, Хорватія з 24 липня . Належав до категорії ATP International Series, був турніром серії Відкритий чемпіонат Хорватії з тенісу 2006 року.

## Фінальна частина

### Одиночний розряд
Стен Вавринка —  Новак Джокович 6–6(1–3) RET

### Парний розряд
Ярослав Левинський /  Давід Шкох —  Гільєрмо Гарсія-Лопес /  Альберт Портас 6–4, 6–4